# St. Michael (Walchsing)

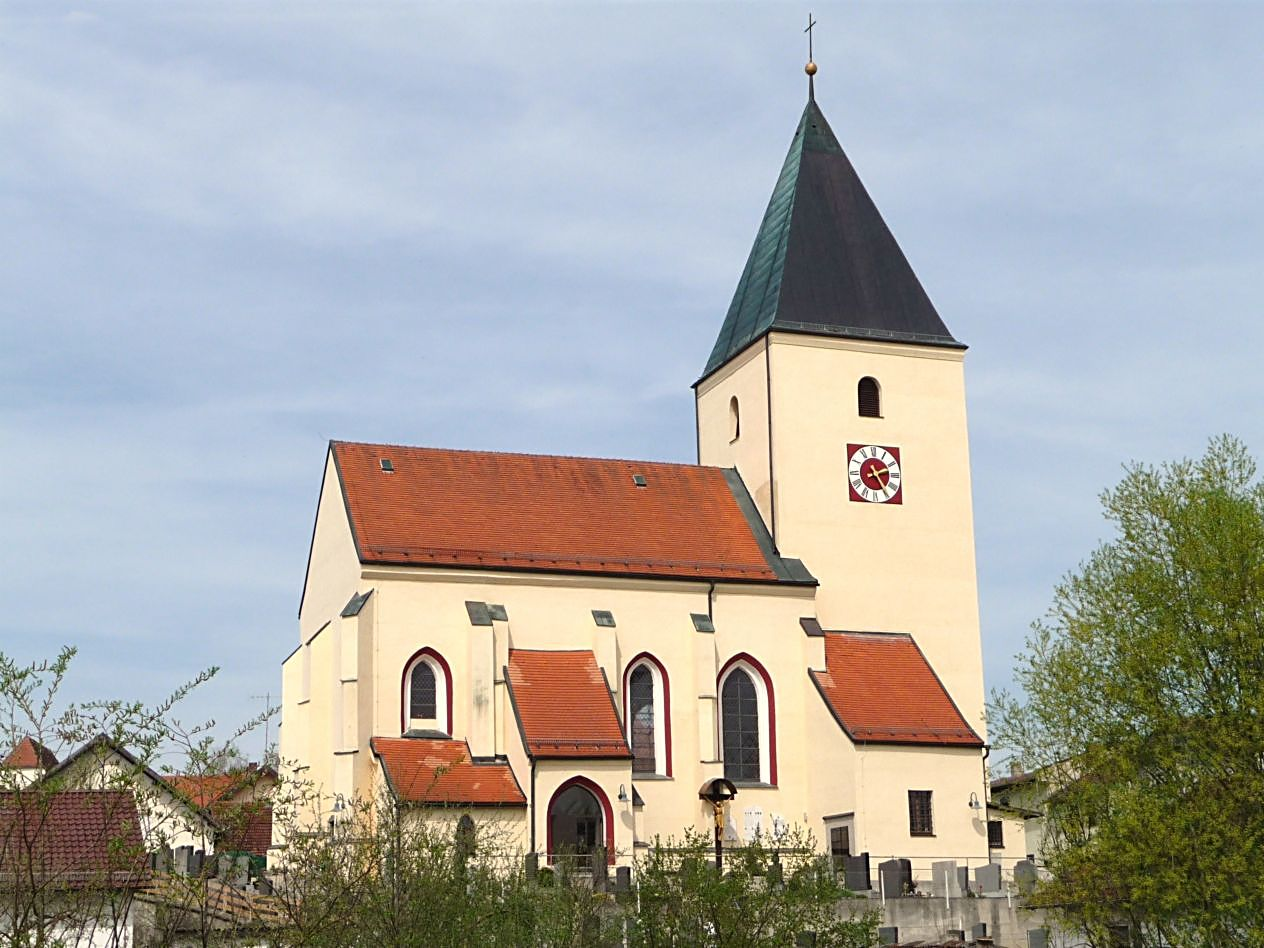
Pfarrkirche St. Michael

Die römisch-katholische Pfarrkirche St. Michael steht im Ort Walchsing in der Gemeinde Aldersbach im Landkreis Passau in Niederbayern.

## Kirchenbau
Die dem Erzengel Michael geweihte Kirche zeigt sich als spätgotischer Bau des späten 15. Jahrhunderts mit einem im Kern älteren romanischen Chorturm. Das vierjochige Kirchenschiff hat ein Netzgewölbe über gekehlten Schildbogenstellungen auf Halbrunddiensten mit Kapitellen. Die Konfiguration der doppelt gekehlten Rippen erfolgte in geknickter Reihung. Die dekorative Malerei zeigt Ranken und Blüten. Der quadratische Chor hat ein hochliegendes Sterngewölbe mit asymmetrisch verzogenen Rautenkonfigurationen. Die Westempore ist dreijochig unterwölbt und hat zum Langhaus profilierte Kielbogenöffnungen.

## Ausstattung
Der Hochaltar aus neuerer Zeit nach frühbarockem Vorbild ist durch steile Proportionen gut in den Chorraum eingepasst. Die Seitenaltäre stammen von 1731. Der linke Seitenaltar trägt spätgotische Figuren der Heiligen Maria Magdalena und Katharina aus dem Ende des 15. Jahrhunderts. Am Chorbogen befinden sich die Figuren der Heiligen Stephanus und Leonhard um 1500.